# Carmaline
Carmaline är Wan Lights andra studioalbum, utgivet 2006.

## Låtlista
1. "First Display" - 1:22
2. "The Beehive Kid" - 3:20
3. "Airborn" - 3:49
4. "Sketch for Vini" - 1:44
5. "Two Words Away" - 2:57
6. "A Good Day for a Good Day Off" - 2:00
7. "That Gream Reality" - 3:12
8. "Back to Roonlake" - 1:25
9. "The Eskimo in Me" - 3:34
10. "Television Crews" - 2:44
11. "Numbered Differently" - 1:34
12. "Carmaline, This Summer Will Be Fine" - 3:12
13. "Tumbling Down" - 9:01

## Mottagande
Musiklandet och Muzic.se gav båda betyget 3/5. Allmusic.com gav betyget 4/5.

### Fotnoter
1. ↑  ”Carmaline”. Discogs.com. http://www.discogs.com/Wan-Light-Carmaline/release/780655. Läst 21 december 2011.
2. ↑  ”Carmaline”. Kritiker.se. http://kritiker.se/skivor/recension/?skiva=Wan_Light__-__Carmaline. Läst 21 december 2011.
3. ↑  Hoffman, K. Ross. ”Carmaline”. Allmusic.com. http://www.allmusic.com/album/carmaline-r781996. Läst 21 december 2011.